# Ај Вејвеј
Ај Вејвеј (кин: 艾未未, pchin-jin: Ài Wèiwèi; Пекинг, 28. августа 1957) јесте кинески ликовни уметник, архитекта, а у последње време и грађански активиста. Отац му је песник Ај Ћинг.

## Изабрани радови
- Народни стадион у Пекингу (2008)
- Инсталација у лондонској галерији Тејт модерн